# Halloy-lès-Pernois
Halloy-lès-Pernois é uma comuna francesa na região administrativa de Altos da França, no departamento de Somme. Estende-se por uma área de 6,2 km². Em 2010 a comuna tinha 340 habitantes (densidade: 54,8 hab./km²).